# 豹亚科
豹亚科（学名：Pantherinae）是食肉目貓科底下的一個亞科，最早由雷金納德·英尼斯·波科克於 1917 年進行命名與發表。該亞科下物種大多分布在亞洲和非洲，僅一種在美洲。獵豹屬雖有豹字，但是不屬於本亞科，而是屬於貓亞科。
豹亚科下的物种通常都是大型猫科动物，是生态系统中的顶级捕食者。通过捕食和恐惧效应控制大中型有蹄类等食草动物。

## 種
- 豹亚科 Pantherinae
  - 豹屬 Panthera
    - 獅 P. leo
    - 美洲豹 P. onca
    - 豹 P. pardus
    - 虎 P. tigris
    - 雪豹 P. uncia（曾被分类到单独的雪豹属 Uncia）
    - †歐美洲豹 P. gombaszoegensis
    - †沙氏獅 P. shawi
    - †穴獅 P. spelaea
    - †美洲擬獅 P. atrox
    - †古中華豹 P. palaeosinensis
    - †龍擔虎 P. zdanskyi[3]
    - †布氏豹 P. blytheae
    - †楊氏虎 P. youngi

  - 雲豹屬 Neofelis
    - 雲豹 N. nebulosa
    - 巽他雲豹 N. diardi